# 石橋茂

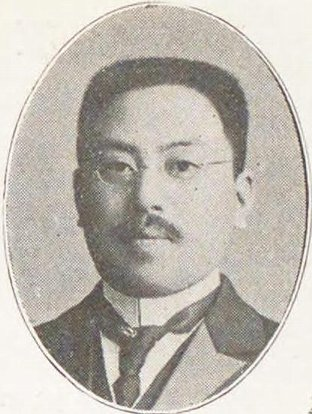
石橋茂

石橋 茂（いしばし しげる、1882年（明治15年）5月1日 - 1946年（昭和21年）9月15日）は、日本の衆議院議員（立憲同志会→憲政会→立憲民政党）。弁護士。

## 経歴
茨城県行方郡要村（現：行方市小幡）出身。茨城県立水戸中学校、第一高等学校を経て、1910年（明治43年）に東京帝国大学法科大学独法科を卒業。卒業後は貴族院事務局に勤務し、立教大学講師を務めた。1912年（明治45年）、水戸市に弁護士事務所を開業。その後、水戸市議会議員を務めた。
1915年（大正4年）、第12回衆議院議員総選挙に出馬し、当選を果たした。
1917年（大正6年）、台北市に事務所を移し、台北弁護士会副会長、同会会長を歴任した。
1930年（昭和5年）、第17回衆議院議員総選挙で再選し、原脩次郎拓務大臣の秘書官を務めた。
1946年（昭和21年）、64歳で死去。